# Cewice
Pour l’article homonyme, voir Cewice (gmina).
Cwelice est un village polonais de la voïvodie de Poméranie et du powiat de Lębork. Il est le siège de la gmina de Cewice et comptait 1 687 habitants en 2006. 

## Histoire
De 1772 à 1945, Zewitz fait partie de l'arrondissement de Lauenbourg-Bütow puis à partir de 1846, de l'arrondissement de Lauenbourg-en-Poméranie dans le district de Köslin dans la province de Poméranie.